# Donagh MacDonagh
Donagh MacDonagh (* 12. November 1912 in Dublin; † 1. Januar 1968) war ein irischer Schriftsteller und Richter. 

## Leben
Donagh MacDonagh war der Sohn des Dichters Thomas MacDonagh. Er war drei Jahre alt, als sein Vater als Teilnehmer am Osteraufstand 1916 hingerichtet wurde. Seine Mutter (Muriel MacDonagh, geb. Gifford) kam wenig später bei einem Schwimmunfall ums Leben. MacDonagh wurde am Belvedere College und am University College Dublin erzogen. 1935 wurde er Rechtsanwalt und 1941 zum Richter ernannt. 
1947 erschien Hungry Grass, seine erste Gedichtsammlung; 1969 folgte A Warning to Conquerors. Er redigierte auch das Oxford Book of Irish Verse (1958), gemeinsam mit Lennox Robinson. Ein Schauspiel, Happy As Larry wurde in verschiedene Sprachen übersetzt. Er schrieb auch Erzählungen. Er war zweimal verheiratet – seine erste Frau starb – und hatte vier Kinder.

## Werke

### Gedichtsammlungen
- 1930 – The Golden Treasury of Irish Verse
- 1941 – Veterans and Other Poems –, Cuala Press, Dublin 1941
- 1947 – The Hungry Grass –, Faber & Famer, London 1947
- 1954 – The Ballad of Jane Shore –, Dolmen Press, Dublin 1954
- 1958 – The Oxford book of Irish verse: XVIIth Century – XXth Century, Oxford University Press, 1958 … (Hrsg. mit Lennox Robinson)
- 1969 – A Warning to Conquerors –, Dolmen Press, Dublin 1969 … (Vorwort: Niall Sheridan)

### Theaterstücke
- 1946 – Happy As Larry –, Maurice Fridberg, London 1946
- 1951 – God's Gentry
- 1957 – Step in the Hollow –, Penguin 1959
- 1967 – Do: A Play in Four Scenes –, Maurice Fridberg, London 1967
- 1980 – Lady Spider

## Sekundärliteratur
- Robert Hogan – After the Irish Renaissance –,  1986
- Desmond Ernest Stewart Maxwell – Modern Irish Drama 1891–1980 –, Cambridge 1985